# Alfian Muhammad
Alfian Muhammad Fajri (ur. 18 stycznia 1997 w Sukoharjo) – indonezyjski wspinacz sportowy, specjalizujący się we wspinaczce na czas oraz w łącznej. Wicemistrz igrzysk azjatyckich w sztafecie na czas z Dżakarty. Medalista mistrzostw Azji, mistrz Azji z 2018.

## Kariera sportowa
Na igrzyskach azjatyckich w Dżakarcie w 2018 roku zdobył srebrny medal w sztafecie we wspinaczce na czas. Mistrz Azji indywidualnie w konkurencji na czas w 2018.
W 2019 roku w Tuluzie na światowych kwalifikacjach do igrzysk olimpijskich zajął trzynaste miejsce, które nie zapewniało kwalifikacji na IO 2020 w Tokio, ostatnim zawodnikiem, który uzyskał kwalifikację był na pozycji osiem Nathaniel Coleman z USA.

## Osiągnięcia

### Igrzyska azjatyckie
| Konkurencje      | 2018 |
| Sztafeta na czas | 2    |

### Mistrzostwa Azji
| Konkurencje        | 2018 | 2019 |
| Bouldering         | 33   | —    |
| Prowadzenie        | 31   | —    |
| Wspinaczka na czas | 1    |      |